# 鈴木一加
鈴木 一加（すずき いちか、1993年12月5日 -）は日本のタレント。 東京都出身、旧芸名は美咲 アヤカ(みさき あやか、T･ZONE所属時代)。

## 概要・来歴
2012年4月7日、TBSテレビの『ランク王国』の10代目MCを務める。2015年7月5日放送分で卒業。
2017年10月、美咲アヤカから鈴木一加に改名。
T･ZONEを経て現在はスカイコーポレーション所属。

## 出演

### テレビ

#### バラエティ
- レギュラー
  - ランク王国（TBS、2012年4月7日 -2015年7月5日 ）[1]
  - ヴァンガードTV TRY（テレビ東京、2014年1月6日 - 3月31日）

- 単発&ゲスト
  - オトナの!（ゲスト、2012年11月1・2週水曜日）
  - ワッチミー!TV×TV（BSフジ、2012年12月9日） - レポーター
  - ヴァンガードTV 世界でヴァンガりましたSP（テレビ東京・BSジャパン、2013年1月2日）

#### インターネット
- スマホのトリセツ（NOTTV）[1]

#### 舞台
- 舞台「下天の華」（2015年5月9日-17日、全労済ホール スペース・ゼロ） - 主演・藤林ほたる / 桔梗 役

### DVD
- アヤカちん（T･ZONE）[2]
- Farewell 19（T･ZONE）[2]
- BLOOM（2014年6月20日、ラインコミュニケーションズ）
- ランク王国MC 美咲アヤカ Kalypsō（2015年8月28日、グラッソ）

### 雑誌
- Hana*chu→[3]
- Seventeen（読者モデル）[3]
- 週刊プレイボーイ 2012年 No.32[1]
- ヤングガンガン 2013年2月1日号[4][5]
- ヤングガンガン 2013年4月5日号 YG PREMIUM DVD Vol.21（付録DVD）[6]